# オールドボールドペグ
オールド・ボールド・ペグ (Old Bald Peg) は、サラブレッドの始祖の一頭である。ファミリーナンバーによる分類では6号族の始祖にあたる。生年は1635年とも1647年とも1650年とも言われる。
分かっているのは産駒にオールドモロッコメア (Old Morocco Mare) がいること、父母の馬種だけである。馬名から大きな白徴があったとも言われる。そのほかのことはほとんど何も分かっていない。ジェネラルスタッドブック第1巻に掲載されているOld Bald Pegという名すら、第5版（1891年）になって掲載された。ほかの多くの基礎牝馬と異なり、イギリス在来馬ではなく純粋なバルブ馬を母に持つ。また、すべての基礎繁殖牝馬の中でもっとも古い時代に生きていた。
この馬の子孫が形成した6号族は初期のサラブレッドの血統に強い影響を残した。三大始祖の後継種牡馬たち（Jigg、Bartlet's Childers、Cade）はすべてこの6号族牝馬から生まれている。なお、マホンとカニンガムによる研究によると、現在のサラブレッドの遺伝子プールに対する貢献度は3.1パーセントで、全基礎繁殖牝馬の中で最大という。

## 6号族の初期牝系
- Barb Mare 1612?
  - Old Bald Peg  -- F-No.6
    - Old Morocco Mare（別名Old Peg）（Lord Fairfax's Morocco Barb）
      - Spanker（1675, Darcy's Yellow Turk）
      - Young Bold Peg (Leedes Arabian)
        - Bay Peg (Leedes Arabian) Leedes Arabianの1×2
          - Basto（1703, Byerley Turk）
          - Fox（1714, Clumsey）

      - Spanker Mare (Spanker) [＝Wyvill's Roan Mare？]Old Morocco Mareの2×1
        - Jigg（1701, Byerley Turk） ----ヘロドの3代父
        - Cream Cheeks（Leedes's Arabian）[=Leedes's Arabian Mare？] -- F-No.6-a
          - Betty Leedes (Old Careless) [=Careless Mare？]
            - Flying Childers（1715, Darley Arabian）
            - Bartlet's Childers（1716, Darley Arabian） ----エクリプスの3代父

          - Akaster Turk Mare (Akaster Turk)
            - Roxana（1718, Bold Galloway）
              - Lath（1732, Godolphin Arabian）
              - Cade（1734, Godolphin Arabian） ----マッチェムの父

            - Silverlocks（1725, Bold Galloway）

        - Betty Percival（Leedes's Arabian）→b,c,d,e,f分枝へ